# استر اوروثکو
استر اوروثکو (اسپانیایی: Esther Orozco‎؛ زادهٔ ۲۵ آوریل ۱۹۴۵) یک زیست‌شناس، پژوهشگر و سیاستمدار اهل مکزیک است.